# ギンヤンマ
ギンヤンマ（銀蜻蜓、Anax parthenope）は、蜻蛉目（トンボ目）ヤンマ科に分類されるトンボの一種。日本では全国に広く分布し、ヤンマ類の中ではよく見られる種類である。

## 特徴
頭から尾までは7cm、翅の長さは5cmほどの大型のトンボである。ヤンマとしては体長に比して翅が長い。頭部と胸部が黄緑色、腹部が黄褐色をしている。オスとメスは胸部と腹部の境界部分の色で区別でき、オスは水色だがメスは黄緑色である。翅は透明だがやや褐色を帯びていて、メスの方が翅色が濃い。昔はオスを「ギン」、メスを「チャン」と呼んでいた。
基亜種は日本を含む東アジア、インド、カザフスタンまで分布する。日本に分布するのは亜種A. p. juliusで、日本の他に島嶼部も含めた東アジア全般に生息する。
湖、池、田など、流れがないか、もしくはごく緩い淡水域に生息する。ヤンマ類の中では馴染み深い種類で、各地にいろいろな方言呼称がある。
成虫は4月-11月頃に発生し、昼間に水域の上空を飛び回る。飛翔能力は高く、高速で飛ぶうえにホバリングなどもこなす。黄昏飛翔(摂食飛翔)は、秋頃の夕方に高所あるいは地面から20cmの低い位置を、高速で飛ぶ。

## 生活史
ギンヤンマの成虫は交尾後にオスとメスが連結したまま、あるいは、単独で水面に突き出た水草などに止まる。メスは腹部先端にある産卵管を植物の組織内に突き刺し、1粒ずつ産卵する。
孵化する幼虫（ヤゴ）は脚が畳まれ、薄い皮をかぶった前幼虫だが、植物内から水中に出た直後に最初の脱皮をする。
幼虫は水中でミジンコ、アカムシ、ボウフラなどを捕食して成長する。幼虫はさらに大きくなるとメダカなどの小魚やオタマジャクシなども捕食するようになり、えさが少ないと共食いもする。越冬も幼虫で行う。成虫は蚊や蠅を食する。
終齢幼虫までに要する脱皮の回数はトンボの種類によって異なるが、ギンヤンマは前幼虫からの脱皮を含め13回の脱皮を行う。成長した幼虫は緑褐色で体毛は少なく、前後に細長いヘチマの実のような体型をしている。
充分に成長した終齢幼虫は夜に上陸し、地面と垂直な場所で羽化を行う。翅と腹を伸ばし、体が固まった成虫は朝になると飛び立つ。

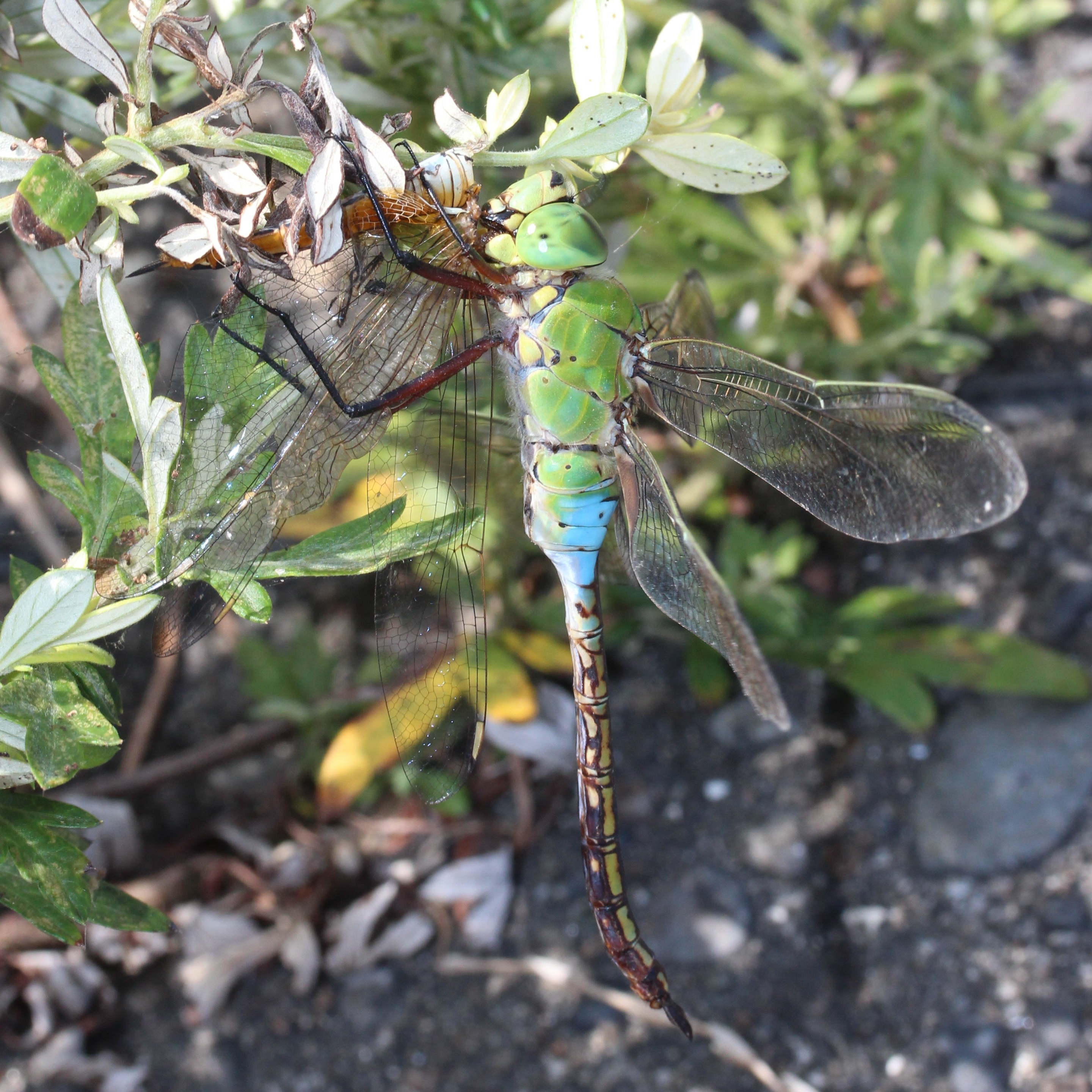
側面から見たオス（ウスバキトンボを捕食中）
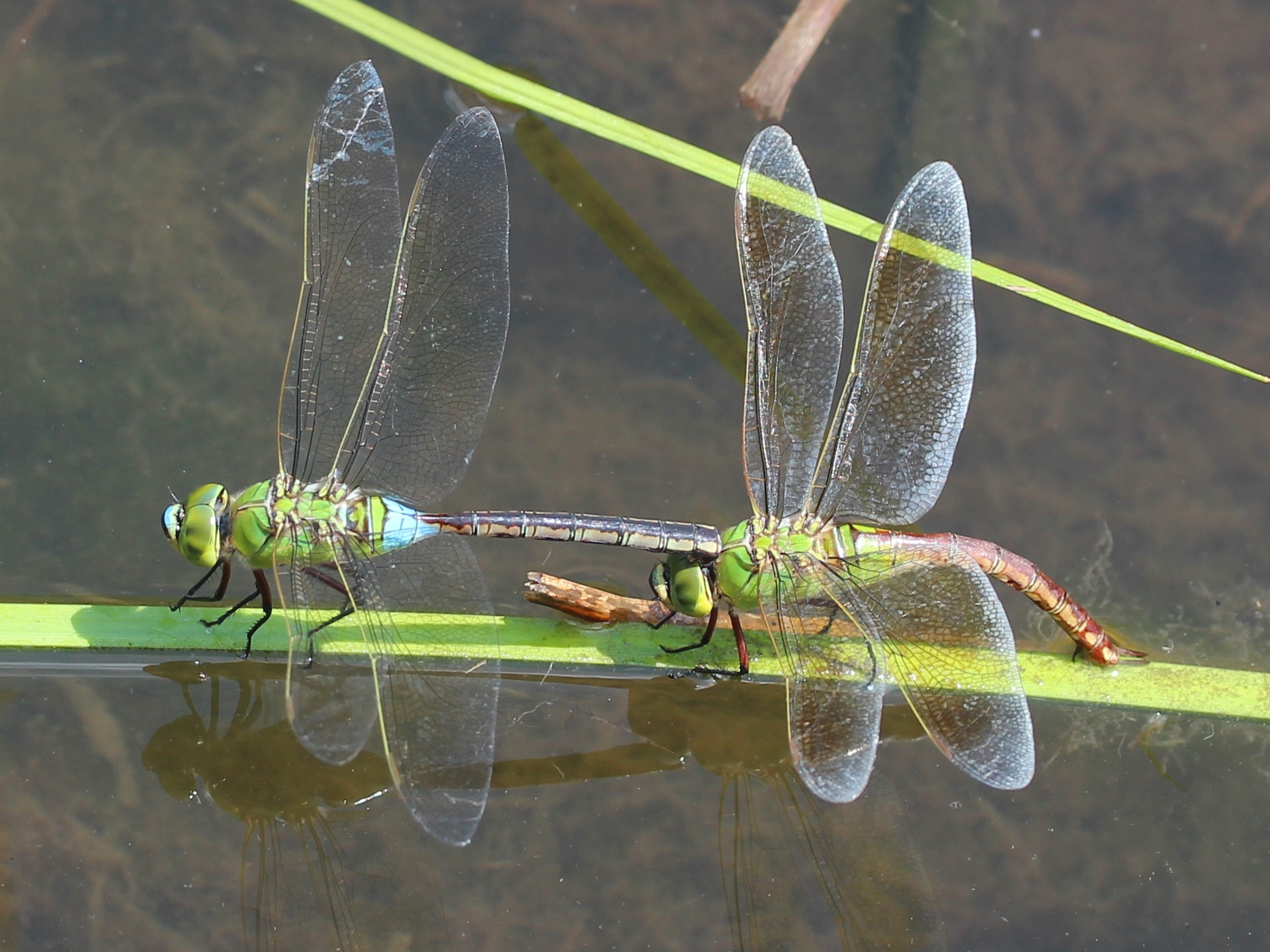
オス（左）とメス（右）が連結したまま産卵
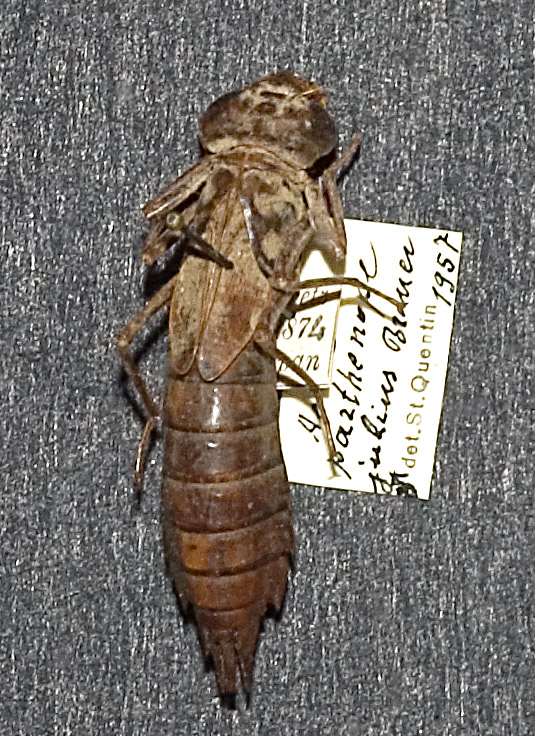
幼虫の標本

## 近縁種

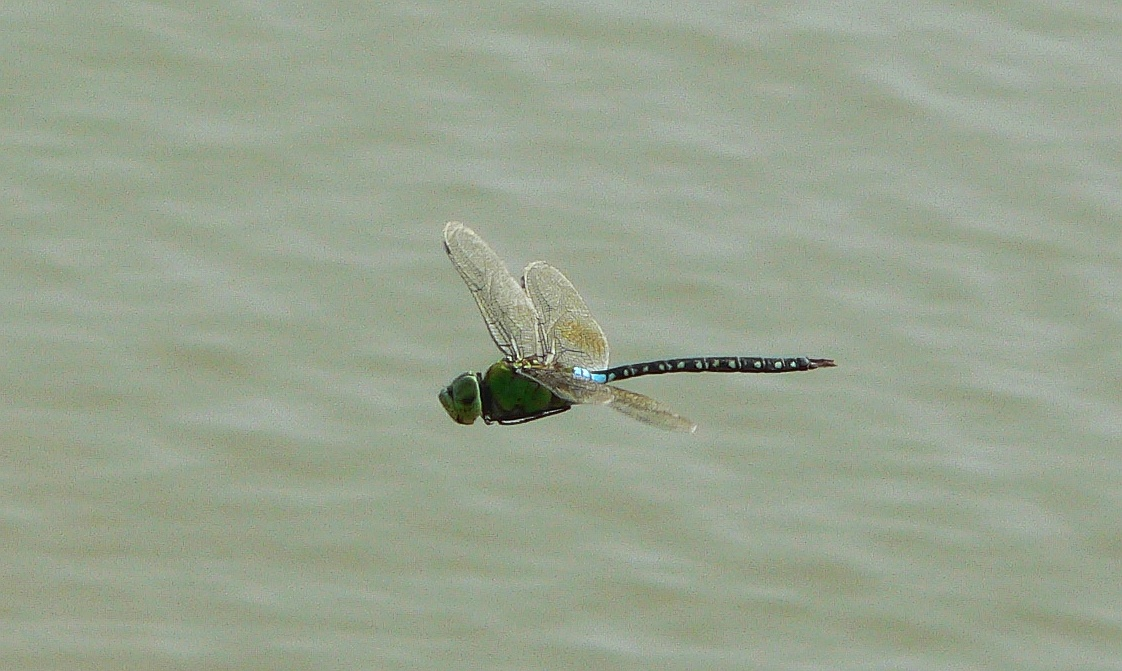
オオギンヤンマ　　撮影:インド

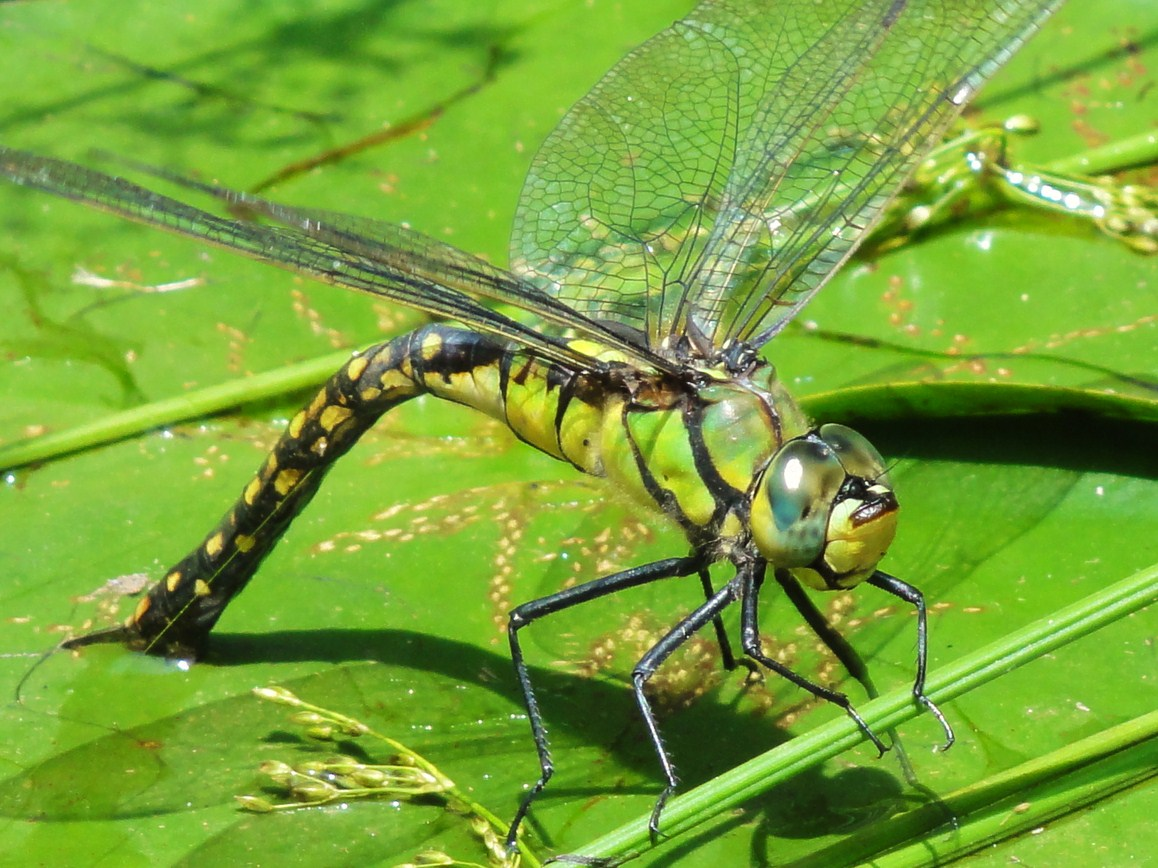
クロスジギンヤンマ 　単独産卵

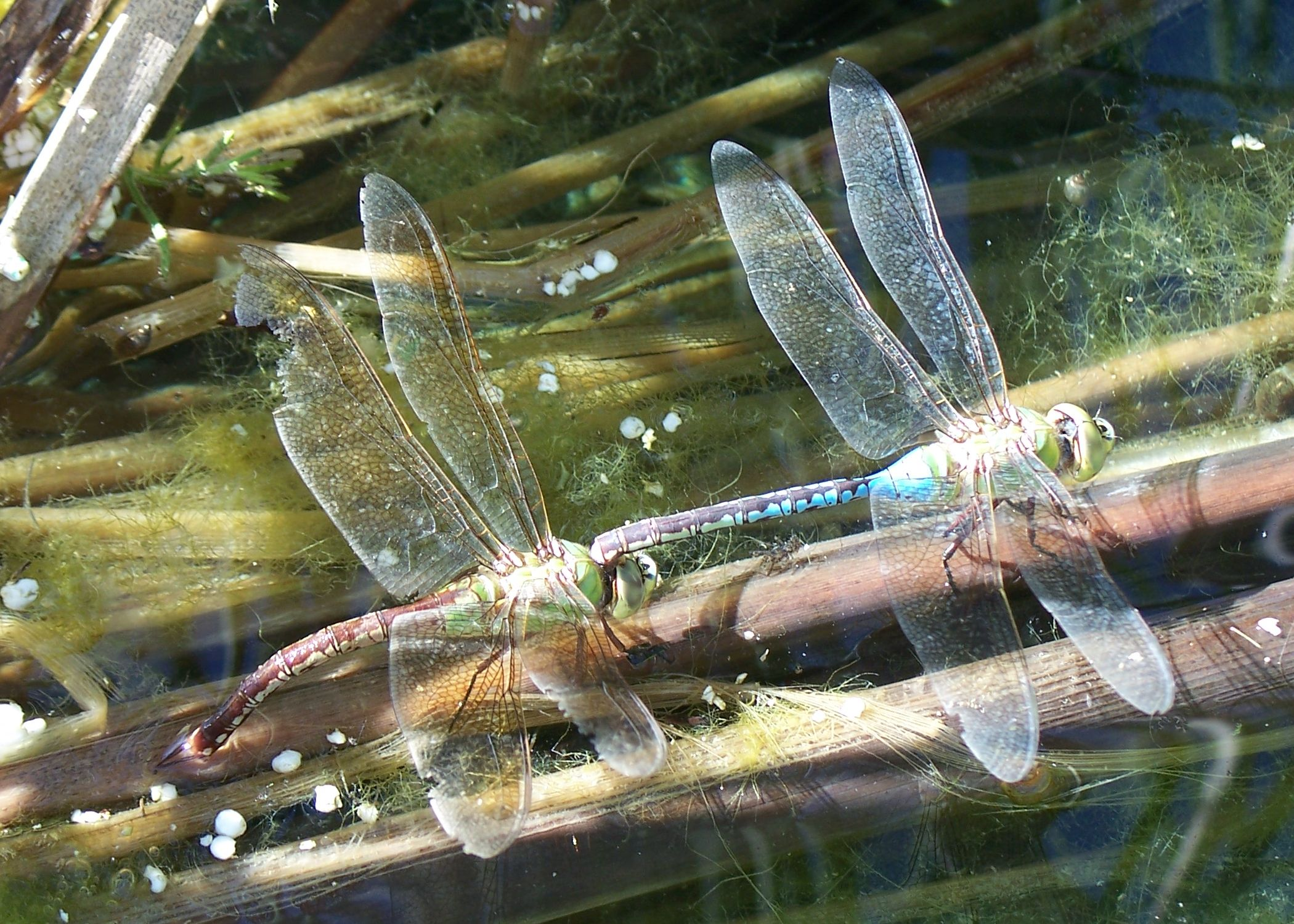
アメリカギンヤンマ 　産卵中

オオギンヤンマ Anax guttatus
和名どおりギンヤンマより大きく、成虫の体長は80-85mmほどになる。腹部は腰の部分は♂・♀ともに青色（ギンヤンマなどよりも深みのある青）であり、尾部にかけては黒色に緑系の紋がある。アジアとオセアニアの熱帯域に広く分布し、日本では南西諸島と小笠原諸島の一部に分布するが、日本本土でも迷トンボとして記録される。（画像）ギンヤンマと同様に、オスとメスが連結した状態で産卵する。
クロスジギンヤンマ Anax nigrofasciatus nigrofasciatus
成虫の胸部には黒くて太い線が2本あり、和名はここに由来する。頭部にはT字状の紋がくっきりと現れる。♂の腹部は腰の部分は青藍色（♀は黄緑色）で、黒地に青の小さな斑点（♀は黄緑色）が散らばり、複眼は青色。稀にオス同様腰の部分が青くなる個体もいる。また「ギン」の由来となる腰の部分の腹側の銀白色は、本種では未熟期にのみ見られ、成熟するにつれて消えてしまう。体格はギンヤンマよりも一回り大きく体長80mmに達する個体も多いが、ギンヤンマよりは体長の割に翅が短く、ヤンマとしては一般的なものである。そのためかギンヤンマよりも飛び方はやや緩慢で、捕獲も簡単な種である。やや暗い林に隣接した小規模な池や沼などを好み、ギンヤンマと違い、もっぱら単独で産卵する。（画像）
分布域は中国大陸、台湾、フィリピンまでだが、日本では北海道南部から奄美大島までに生息する。別亜種A. n. nigrolineatusはインド、タイに生息する。日本で成虫が発生するのは春から初夏にかけてで、夏や秋には少ない。最近では、本種の採集記録が少なかった青森県でも多数確認されている。また、生息していないとされていた北海道南部で本種が確認されるようになり、地球温暖化の影響によって、本種が生息域を北上させているのではないかという疑いも出ている。
リュウキュウギンヤンマ Anax panybeus
日本国内では南西諸島の奄美大島以南に、日本国外では東南アジア一帯にかけて広く生息する。日本国内に生息するギンヤンマ属及び、ヤンマ科の中では最も大きく（♂が85-95mm程度、♀が80-90mm程度）、特に♂の腹部の長さは圧巻である。オオギンヤンマに酷似するが、頭部にT字状の紋があるのと腹部の緑系の紋が少ない事で見分けられる。オオギンヤンマのように迷トンボとして記録される例は知られていない。クロスジギンヤンマと同様に、メス単独で産卵する。
チュウギンヤンマ Anax parthenope julius × Anax guttatus
ギンヤンマとオオギンヤンマの雑種。
スジボソギンヤンマ Anax parthenope julius × Anax nigrofasciatus nigrofasciatus
ギンヤンマとクロスジギンヤンマの雑種。
アメリカギンヤンマ Anax junius (Green darner
アメリカに生息する。現在までのところ日本では小笠原の硫黄島から一例のみの偶産記録が知られる。（画像）
コウテイギンヤンマ Anax imperator
ヨーロッパに分布。（画像）ヨーロッパギンヤンマ。エンペラードラゴンフライ emperor dragonfly、ブルーエンペラー blue emperor と呼ばれている。成虫の体長は平均78mmほどになる。体色は♂が青で♀が緑である。
ヒメギンヤンマ Hemianax ephippiger
ユーラシア大陸中・西部に広く分布する。日本国内では本州で数例が偶産記録として知られる。

## 種の保全状況評価
国際自然保護連合（IUCN）により、レッドリストの軽度懸念（LC）の指定を受けている。
長野県と高知県で、レッドリストの準絶滅危惧（NT）の指定を受けている。